# Davenport (Iowa)

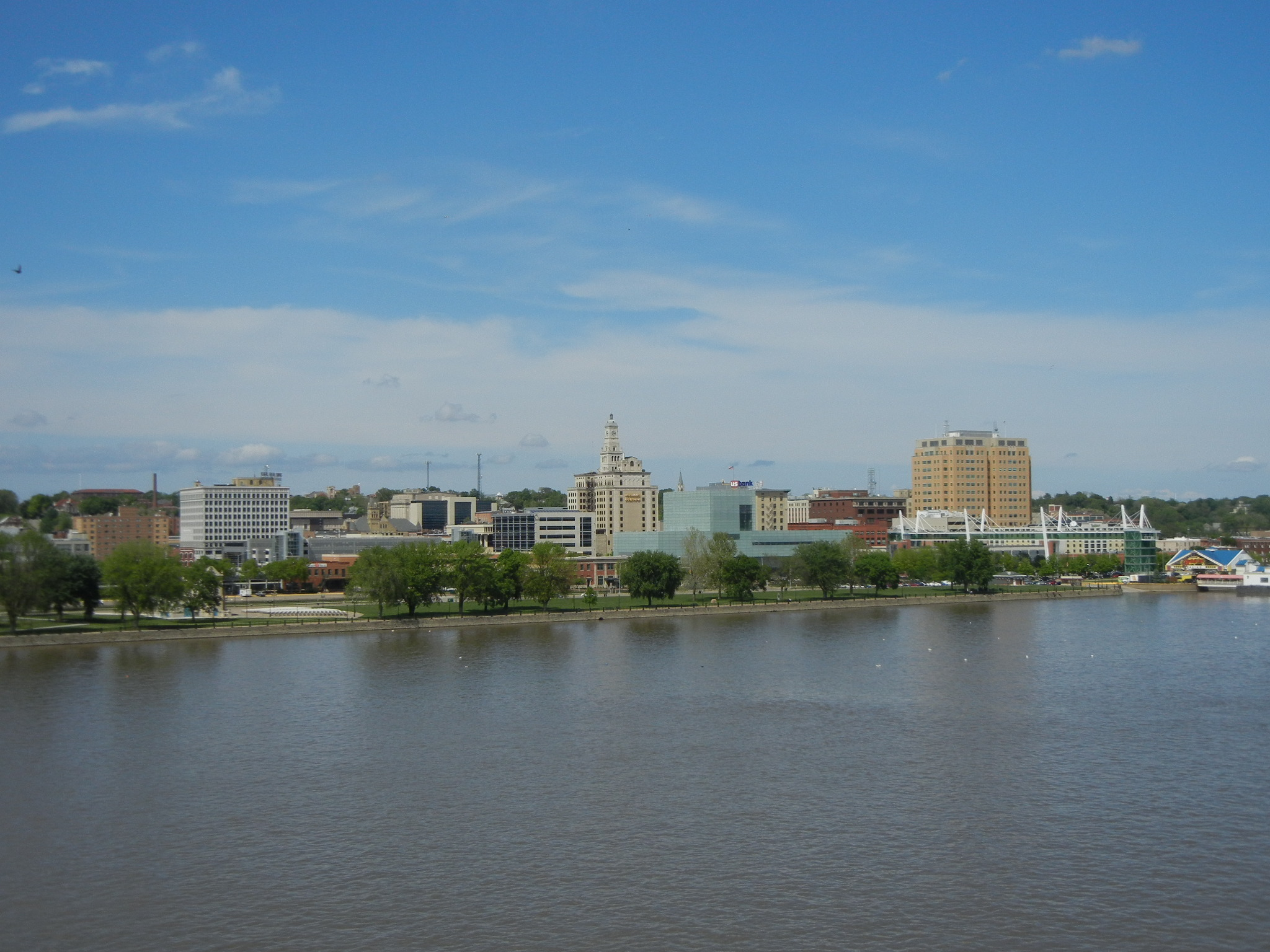
Davenport

Davenport is een stad in de Amerikaanse staat Iowa, gelegen aan de Mississippi. De stad heeft ruim 98.800 inwoners en maakt deel uit van de Quad Cities van Iowa en Illinois. Davenport werd gesticht in 1839 en vernoemd naar de eerste permanente bewoner, tevens vooraanstaand zakenman, kolonel George Davenport.
Davenport komt regelmatig in het nieuws wanneer de Mississippi buiten haar oevers treedt omdat het de enige stad boven de 20.000 inwoners is die geen permanente dijken of waterkeringen heeft.

## Trivia
Op 28 november 1986 kreeg acteur Cary Grant een zware hartaanval terwijl hij optrad in het Adler Theater in Davenport. Hij overleed diezelfde avond.
Op 4 augustus 2004 was de stad in het nieuws omdat beide kandidaten voor de Amerikaanse presidentsverkiezingen er bijeenkomsten hielden. Zowel John Kerry als George W. Bush kwamen naar de stad omdat Iowa een belangrijke swing state vormde.

## Geboren
- Mary Beth Peil (25 juni 1940), actrice en (opera)zangeres
- Sue Lyon (1946-2019), actrice
- John Getz (15 oktober 1946), acteur
- Pat Miletich (9 maart 1966), vechtsporter
- Lara Flynn Boyle (24 maart 1970), actrice
- Amanda Weir (11 maart 1986), zwemster
- Julia Michaels (13 november 1993), singer-songwriter
- Seth Rollins (28 mei 1986), professioneel worstelaar

## Plaatsen in de nabije omgeving
De onderstaande figuur toont nabijgelegen plaatsen in een straal van 12 km rond Davenport.